# Noyers-le-Val
Noyers-le-Val is een plaats en voormalige gemeente in het Franse departement Meuse in de regio Grand Est. De gemeente maakt deel uit van het arrondissement Bar-le-Duc.

## Geschiedenis
Op 1 juli 1972 fuseerde Noyers-le-Val met Auzécourt tot de gemeente Noyers-Auzécourt. Deze gemeente maakte deel uit van kanton Vaubecourt tot dit op 22 maart 2015 werd opgeheven en de gemeenten werden opgenomen in het aangrenzende kanton Revigny-sur-Ornain.

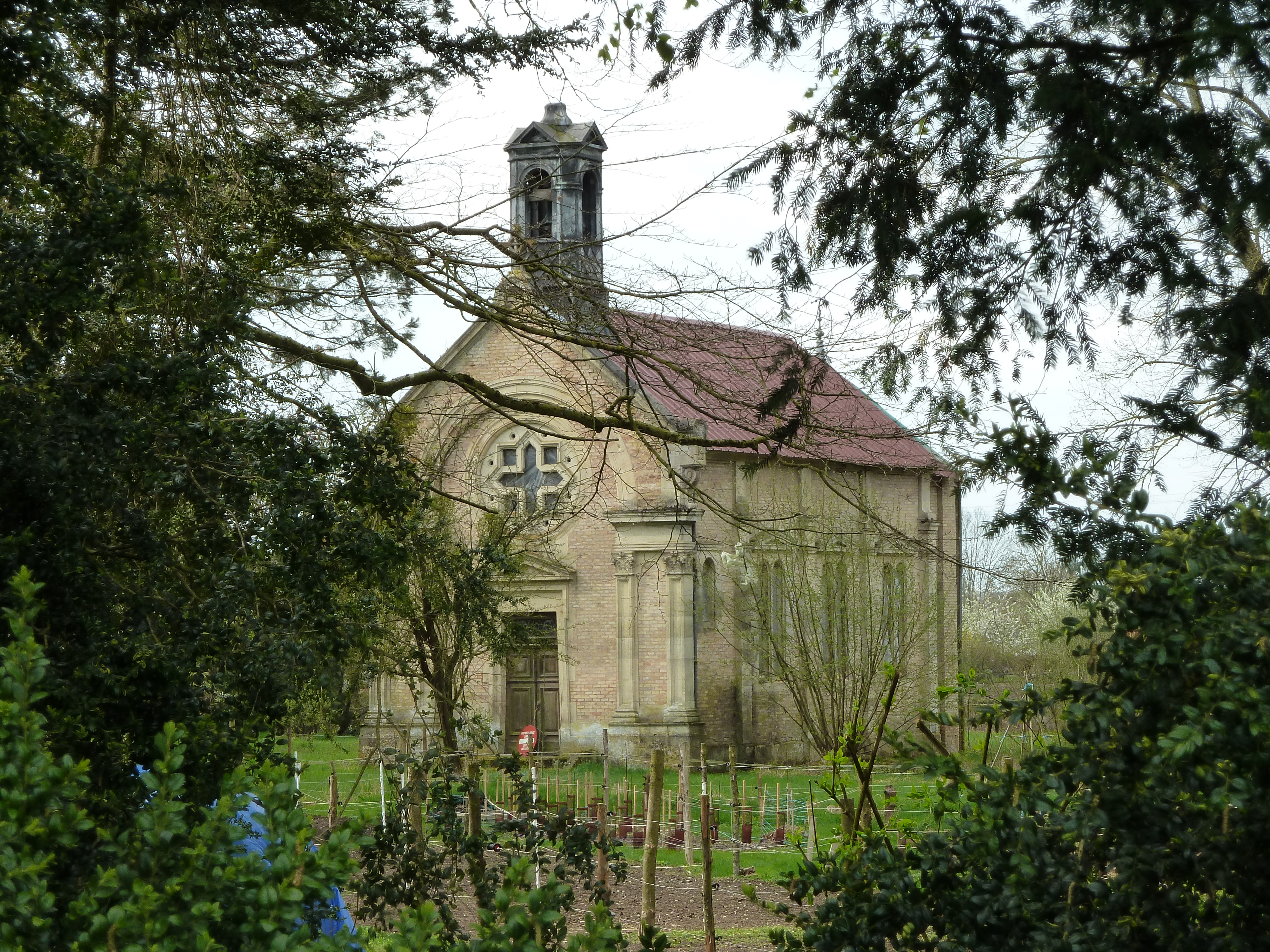
De kapel Notre-Dame du Val